# اولتنیتسا
شهر اولتنیتسا (به رومانیایی: Olteniţa) در شهرستان کلرش در کشور رومانی واقع شده‌است. جمعیت این شهر ۳۱٬۴۳۴ نفر  است.